# Adolfo Ballivián
Pour les articles homonymes, voir Ballivián.
Adolfo Ballivián Coll, né à La Paz (Bolivie) le 15 novembre 1831 et mort dans cette ville le 14 février 1874, est un homme d'État bolivien qui fut président constitutionnel de la Bolivie entre 1873 et 1874. 

## Biographie
Né à La Paz, Adolfo Ballivián est le fils de l'ancien président bolivien et héros de guerre José Ballivián, qu'il accompagne dès son plus jeune âge dans ses campagnes militaires (il assiste notamment à la bataille d'Ingavi trois jours après son dixième anniversaire). Entré dans l'armée à l'âge de 16 ans, il combat sous le commandement de son père contre les forces insurgées. Il est néanmoins contraint de fuir la Bolivie et vit à l'étranger depuis l'année 1847, année où son père est renversé et exilé, d'abord au Chili, puis à Rio de Janeiro, au Brésil. Lors de son voyage à Valparaíso, au Chili, il rencontre et épouse Carmen Grimwood Allende, de Quillota, au Chili. Après la mort inattendue de son père au Brésil en 1855, Ballivián Coll retourne dans son pays natal. Il tente une carrière militaire et atteint le grade de lieutenant-colonel. Découragé de poursuivre une carrière militaire (beaucoup se méfiaient de son charisme évident, de son éducation et de son potentiel pour devenir un rival dans une ère de suprématie militaire en politique), on le persuade de se présenter au Congrès où il brille en tant qu'orateur et défenseur du constitutionnalisme et de la primauté du droit. Il est également journaliste à temps partiel. 
Adolfo Ballivián a choisi de s'absenter encore lorsque, en 1872, le président, le général Agustín Morales, commence à se quereller avec le législatif et les médias et laisse entendre qu'il  pouvait s'arroger un pouvoir dictatorial suprême. Ballivián était encore en Europe lorsque le Congrès et les forces constitutionnalistes ont invoqué son nom comme candidat officiel aux élections de 1873, appelant  à l'assassinat du président Morales. À sa grande surprise, il et élu président à une écrasante majorité lors d'élections sans doute parmi les plus propres jusqu'à ce jour dans l'histoire de la Bolivie. De retour en Bolivie, il  est assermenté  le 9 mai 1873  par son prédécesseur, Tomás Frías Ametller.  
Ballivián est alors le plus jeune président bolivien, après avoir succédé au plus ancien, Frías. 
Le fait que son mandat à court terme ait coïncidé avec une baisse globale du prix de l’argent, qui était jusqu’à présent le principal produit d'exportation de la Bolivie aux côtés de l'étain, ne l'a pas aidé. C’est dans ce contexte que le Congrès a rejeté la demande urgente de Ballivián d’acheter de nouveaux navires de guerre à l’Europe afin de rééquiper la nouvelle marine presque inexistante de la Marine bolivienne, compte tenu des défis croissants posés par le Chili à la souveraineté bolivienne dans le Pacifique. Néanmoins, Ballivián est parvenu à gouverner de manière rationnelle et éclairée, en adhérant avant tout aux préceptes démocratiques, en faisant preuve d’un strict respect de l’état de droit et en autorisant le respect de toutes les libertés et le fonctionnement d’une presse sans entraves. 
Le président Adolfo Ballivián est atteint d'un cancer de l'estomac quelques mois après son accession au pouvoir et meurt à l'âge de 42 ans le 14 février 1874. Il est remplacé constitutionnellement par Tomás Frías, le même homme qui lui avait transféré le pouvoir seulement 9 mois plus tôt. 